# Carena del Molinot
La Carena del Molinot és una serra al municipi de Terrassa a la comarca del Vallès Occidental, amb una elevació màxima de 530 metres.